# Antoine de Gouveia
Pour les articles homonymes, voir Gouveia.
Antoine de Gouveia (de son nom de plume Goveanus), né vers 1505 à Beja et mort le 3 mars 1566 à Turin, est un juriste, philologue et philosophe humaniste portugais.

## Biographie
Issu d’une famille noble de Beja, Antoine de Gouveia est le septième enfant d’Inês de Gouveia et d’Afonso Lopes de Ayala. Lui et ses frères aînés, Martial et André de Gouveia partent étudier à Paris au collège Sainte-Barbe dont le principal est un de leurs oncles, nommé Diogo (en). Louis Moréri rapporte que, emmené en France encore enfant par son oncle, il étudie si bien les humanités que « personne n’écrivait plus purement que lui en latin et ne faisait de meilleurs vers ». En 1527, il intègre l’université de Paris, avec 28 étudiants portugais boursiers du roi Jean III du Portugal.
Vers 1534, il suit son frère André au collège de Guyenne à Bordeaux. Peu après, il part pour Toulouse, Lyon puis Avignon où Emilio Ferretto, qui y enseigne le droit, l’invite à venir y apprendre cette discipline difficile et laborieuse. Antoine de Gouveia accepte son invitation et progresse tellement en peu de temps qu’il trouve le moyen d’expliquer par l’antiquité les questions épineuses du droit. À son retour au collège de Guyenne, après avoir publié plusieurs ouvrages, il s’engage dans une polémique qui lui vaut une certaine célébrité, lorsqu’il entreprend de défendre la philosophie d’Aristote contre les vues de Pierre de La Ramée, dans son ouvrage Pro Aristotele Responsio adversus calumnias Petri Rami, qui lui vaut l’approbation de François Ier. 
Par la suite, Antoine de Gouveia enseigne le droit à Toulouse, Cahors, puis Valence, et Grenoble. Fuyant la guerre civile en France, il se retire dans le Piémont où il est conseiller du Conseil secret du duc Philibert de Savoie. Il enseigne le droit à l’université de Mondovi. Bien que nourrissant des sympathies à l’endroit du luthéranisme et bien que Jean Calvin l’ait accusé une fois d’athéisme, il revient à l’orthodoxie catholique.
Il meurt, dit-on, d’avoir trop mangé de melons. Ce savant homme est le seul qui, par une gloire assez rare dans son siècle, est estimé d’un commun consentement, excellent poète, grand philosophe, et savant jurisconsulte. Antoine de Gouveia attribue ces avantages à l’air de France où il a été élevé dès la première jeunesse. Il écrit des œuvres littéraires, philosophiques et correspond avec la plupart des écrivains de son temps. Ses travaux portent principalement sur le droit, mais aussi la poésie, abordée en traduisant les sources classiques à la recherche de la signification originelle. 
Il a un fils, Mainfrot de Gouveia, qui écrit des poésies, des consultations, des commentaires sur Julius Clarus, et d’autres ouvrages. Il meurt en 1613, après avoir été conseiller d’État du duc Charles Emanuel de Savoie, et conseiller au Sénat de Turin.
Jacques-Auguste de Thou dit de lui que « Portugais de naissance, mais comme il avait beaucoup de franchise, et de bonne foi, il avouait qu’il était français par adoption. » 
Cujas avoue que ce jeune homme est celui qui a donné le plus juste dans le sens de Justinien, et il craint que la réputation que Gouveia doit s’acquérir dans la jurisprudence n’obscurcisse la gloire qu’il y a acquise lui-même.
Antoine Favre assure que Gouveia a un génie plus heureux que Cujas, mais qu’il a une si grande confiance en ses lumières, qu’il croit n’avoir pas besoin de se donner beaucoup de peine. Le même auteur avance que Gouveia dans ses ouvrages de droit a surpassé tous les autres jurisconsultes, mais que dans son traité de Jurisdictione, il s’est surpassé lui-même.

## Publications
- Antonii Goveani pro Aristotele responsio, adversus Petri Rami calumnias, ad Jacobum Spifamium gymnasii Parisien. cancellarium, Paris, Simon de Colines, 1543.
- Vita Mors, Et Miracula B. Joannis De Deo Fundatoris Ordinis Fratrum Misericordiae, Prague, Sedan, 1636.
- Antonii Goveani iurisconsulti Opera iuris ciuilis, Lyon, Antoine Vincent, 1564.
- Antonii Goveani,… Opera quae civilis disciplinae claustra continent & reserant. Una cum summariis & notis…, Lyon, Antoine Vincent, 1599.
- Antonii Goveani In M. Tullii Ciceronis orationem in Vatinium testem commentarius…, Paris, J. L. Tilet, 1542.
- Antonii Goveani Opera iuridica, philologica, philosophica, Rotterdam, Henri Beman, 1766.
- Antonii Goveani,… de Jure accrescendi liber, Toulouse, J. Perrin, 1554.
- Antonii Goveani De jure accrescendi liber ad Andream Goveanum fratrem, Toulouse, Guyon de Boudeville, 1545.
- Antonii Goveani,… Ad tit. De vulg. et pupil. subst. liber., Toulouse, Jean Perrin, 1554.
- Antonii Goveani,… de Jurisdictione libri II. adversus Eguinarium Baronem,…, Toulouse, J. de Fleurs, 1552.
- Ex libro lectionum juris variarum Antonii Goveani,… ad L. eam quam, C. de fideicommiss., Cod. ; ad L. precibus, C. de impub. et aliis sub. ; ad [par]. Cato, L. eadem Dig., de verb. oblig. ; ad [par] nihil commune, L. naturaliter Dig., de acquir. vel amit. poss., Toulouse, J. de Fleurs, 1552.
- Antonii Goueani iurisconsulti clarissimi Opera : quae ciuilis disciplinae claustra continent & referant, vnà cum summarijs, & notis ad vniuscuiusque legis interpretationem, et indice locupletissimo, Lyon, Irénée Barlet, 1622.
- Antonii Goveani tractatus quatuor, Iéna, Wipprecht, 1596.
- Antonii Goveani,… Lectionum variarum juris civilis lib. I…, Toulouse, J. Moliner, 1554.
- Antonii Goveani In primos duos libros epistolarum M. Tullii Ciceronis ad T. Pomponium Atticum commentarius…, Paris, J. L. Tilet, 1544.
- Antonii Goveani,… Opera, quae civilis disciplinae claustra continent et reserant…, Lyon, Irénée Barlet, 1622.
- Nouae declarationes et variae lectiones resolutionesq. iuris, Venise, Unitorum societate, 1585.
- Antonii Goveani… Opera quae civilis disciplinae claustra continent, et referant : unà cum summariis, et notis ad uniusque legis interpretatione, et indice locupletissimo, Naples, Nicola Layno, 1696.
- Ad dd. titulum ad senatus consultum Trebellianum commentariorum quae supersunt ; juxta fidem gratianopolitani mss., Exupère Caillemer éd., Paris, A. Durand, 1864.